# 人民议会 (马尔代夫)
人民议会（迪维希语：ރައްޔިތުންގެ މަޖިލިސް，拉丁转写：Rayyithunge Majilis）是马尔代夫的国家立法机关。人民议会实行一院制，由93名议员组成。每届议会任期5年。现任议会议长是阿卜杜勒·拉希姆·阿卜杜拉，副议长是艾哈迈德·纳兹姆。